# デュケーヌ (非防護巡洋艦)
| 画像をアップロード | |
| 艦歴               | |
| 発注               | ロシュフォール海軍造船所 |
| 起工               | 1873年 |
| 進水               | 1876年 |
| 就役               | 1878年6月 |
| 退役               | |
| その後             | |
| 除籍               | 1901年 |
| 前級               | デュゲイ・トルーアン |
| 次級               | トゥールヴィル |
| 性能諸元           | |
| 排水量             | 常備：5,905トン |
| 全長               | 107.9m |
| 水線長             | 100.37m |
| 全幅               | 15.24m |
| 吃水               | 常備：7.67m 満載：7.98m |
| 機関               | 形式不明石炭専焼オーバル缶12基 +横置き型レシプロ機関1基1軸推進 （1894年：石炭専焼円缶12基+新型レシプロ機関1基1軸推進に換装）                              |
| 最大出力           | 8,000hp |
| 最大速力           | 16.8ノット |
| 航続距離           | -ノット/-海里（石炭：900トン） |
| 乗員               | 551名 |
| 兵装（就役時）     | Model 1870 19cm（-口径）単装砲7基 Model 1870 14cm（-口径）単装砲14基 オチキス 3.7cm（23口径）五連装機砲8基                                                |
| 兵装（1895年時）   | Model 1891 16cm（30口径）単装速射砲7基 Model 1891 14cm（30口径）単装速射砲14基 オチキス 4.7cm（43口径）単装機砲9基 オチキス 3.7cm（23口径）五連装機砲10基 |
| 装甲               | なし |

デュケーヌ (Croiseur Duquesne) はフランス海軍の非防護巡洋艦で同型艦はない。フランス海軍では一等巡洋艦に分類された。

## 概要
本艦はフランス海軍の1872年度海軍計画により大型巡洋艦2隻を整備するうちの1隻である。海外基地の警備・通商破壊戦に従事するには長期間の海上行動を行う必要があるために船型を大型化して設計された。基本設計は「デュゲイ・トルーアン」の大型版で材質は鉄製を踏襲、浮力確保のために水面下に突出した艦首・艦尾形状や水面上から上方に向けて強く引き絞られたタンブル・ホーム型船体が外観上の特徴となった。高速を出すためにボイラー搭載数が増えてボイラー室は2室となり2本煙突となったのが外観の特徴となった。装甲は持たないが、間接防御として船体を8つの水密区画を持ち、艦底部を二重底とした。

## 艦形

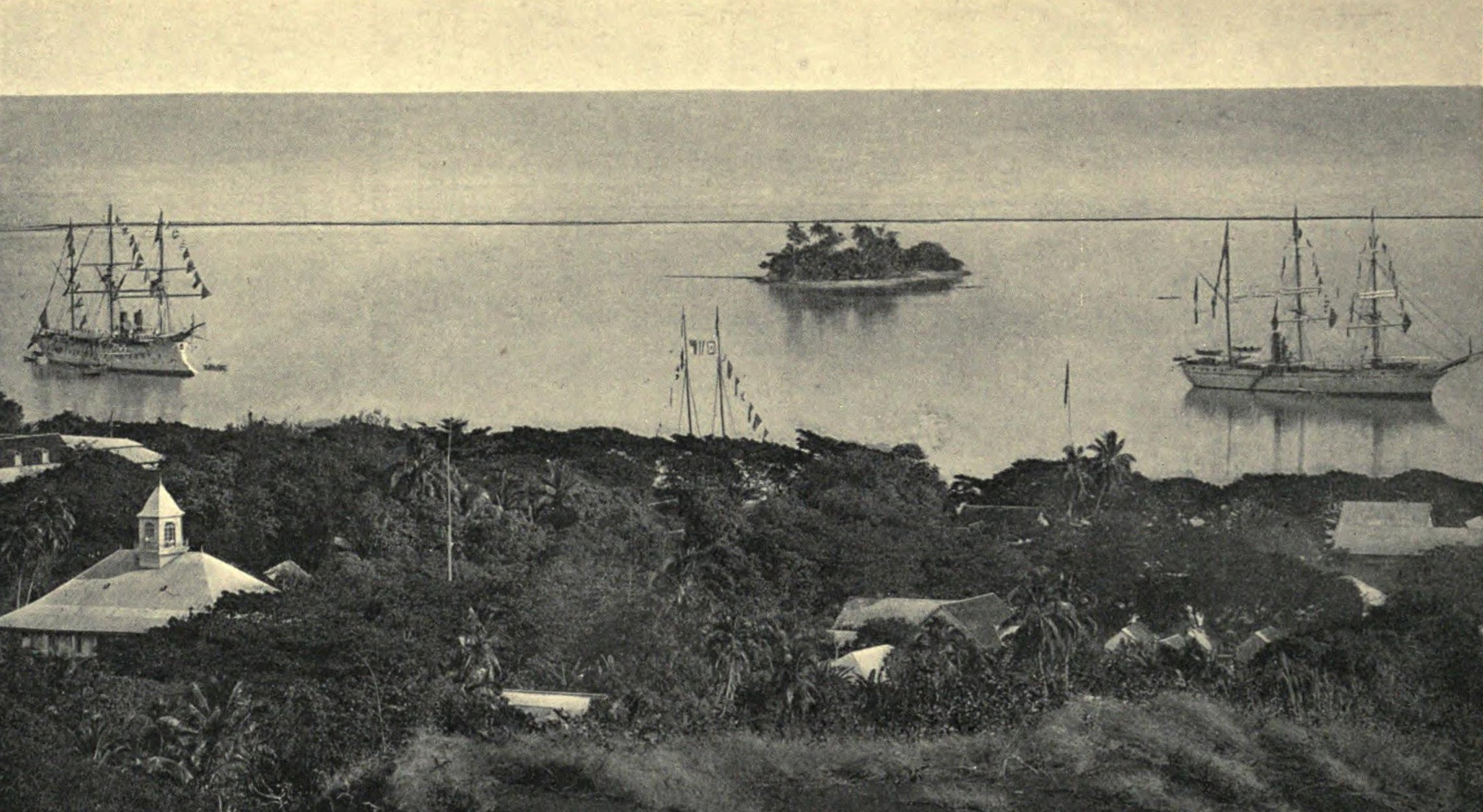
タヒチで撮られた写真。右側の巡洋艦は「デュケーヌ」。

船体形状は当時、フランス海軍が主力艦から軽艦艇に至るまで主に導入していたタンブル・ホーム型船体である。これは、水線部から上の構造を複雑な曲線を用いて引き絞り、船体重量を軽減できる船体方式で、他国では帝政ロシア海軍やドイツ海軍、アメリカ海軍の前弩級戦艦や巡洋艦にも採用された。外見上の特徴として水線下部の艦首・艦尾は著しく突出し、かつ舷側甲板よりも水線部装甲の部分が突出すると言った特徴的な形状をしている。このため、水線下から甲板に上るに従って船体は引き絞られ甲板面積は小さくなっている。これは、備砲の射界を船体で狭められずに広い射界を得ることを目的に採られた手法である。
水線下に衝角を持つ艦首から艦首甲板上に単脚式の前部マストが建つ。その後ろに司令塔を下部に組み込み、両脇に船橋（ブリッジ）を持つ艦橋が建つ。船体中央部に2本煙突が建つ。その周囲は煙管型の通風筒が立ち並び、その周囲は艦載艇置き場となっており、それらは2本1組のボート・ダビッドが片舷3組ずつ計6組で運用された。
舷側に張り出し（スポンソン）が片舷3か所に設けられ、主砲の19cmライフル砲を単装砲架で1番から6番まで配置された。副武装の14cm砲は船体内の砲郭（ケースメイト）に片舷7基ずつ計14基が配置された。2番煙突の後方に2番マストと3番マストが立ち、後部甲板上に7番19cm主砲1基が配置された。

## 参考図書
- 「Conway All The World's Fightingships 1860-1905」（Conway）
- 「Conway All The World's Fightingships 1906-1922」（Conway）
- 「世界の艦船 増刊第50集 フランス巡洋艦史」（海人社）